# Переход Мотта
Переход Мотта — резкое изменение электропроводности твердого тела при увеличении концентрации носителей заряда, обусловленная экранированием кулоновского взаимодействия между электронами и дырками.
Свойства значительного числа соединений переходных металлов плохо описываются зонной теорией в связи с межэлектронным взаимодействием. Для некоторых из этих материалов свойствен резкий рост электропроводности при увеличении температуры. Возможное объяснение этого явления заключается в том, что увеличение температуры приводит к изменению периода кристаллической решетки, при котором локализованные состояния электронов становятся делокализованными.
Невилл Фрэнсис Мотт предложил объяснение этого явления, связаного с экранировкой кулоновского взаимодействия. При малой концентрации носителей заряда возбужденые в нём электрон и дырка образуют экситон с энергией связи
{\displaystyle V=-{\frac {e^{2}}{2\varepsilon a_{0}}}},
где e — заряд электрона, {\displaystyle \varepsilon } — диэлектрическая проницаемость, {\displaystyle a_{0}} — радиус Бора для экситона. Экситон — нейтральная частица, поэтому возбуждение не приводит к возникновению проводимости.
При увеличении концентрации носителей заряда кулоновское взаимодействие экранируется. Когда радиус экранирования становится меньше радиус Бора для экситона, электрон и дырка перестают быть связанными, поэтому могут свободно перемещаться, давая вклад в проводимость. По оценкам Мотта такой переход происходит при
{\displaystyle n^{1/3}a_{0}>{\frac {1}{4}}\left({\frac {\pi }{3}}\right)^{1/3}},
где n — концентрация электронов. Это равенство эквивалентно условию {\displaystyle r_{s}<2,5}, где {\displaystyle r_{s}} — среднее расстояние между электронами.
Переход Мотта не является единственной моделью перехода металл-полупроводник. Во многих случаях справедливость той или иной модели до сих пор не ясна.